# Takagi Yoshinari
Yoshinari Takagi (sinh ngày 20 tháng 5 năm 1979) là một cầu thủ bóng đá người Nhật Bản.

## Sự nghiệp câu lạc bộ
Yoshinari Takagi đã từng chơi cho Tokyo Verdy và Nagoya Grampus.